# Loredana Bogliun
Loredana Bogliun, istriotska književnica iz Hrvatske. Stvarala je na vodnjanskom dijalektu istriotskog jezika.